# Frederick Schwatka

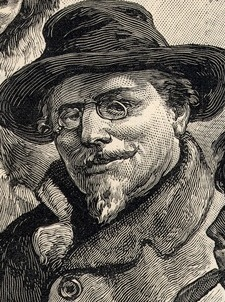
Frederick Schwatka

Frederick Schwatka (ur. 29 września 1849, zm. 2 listopada 1892) – amerykański oficer, podróżnik i pisarz polskiego pochodzenia (Szwałka).
Rodzina Schwatki zamieszkująca środkowy wschód, w roku 1859, gdy młody Frederick miał dziesięć lat przeprowadziła się do miasta Salem w Oregonie. Znalezienie się na dziewiczych jeszcze terenach północnego zachodu Stanów Zjednoczonych, stało się dla młodzieńca początkiem wielkiej przygody, która wypełniła cale jego dorosłe życie.
Frederick otrzymał bardzo gruntowne wykształcenia. Najpierw studiował na Willamette University, jednocześnie pracując jako czeladnik drukarski. W 1867 wstąpił do akademii wojskowej w West Point, gdzie otrzymał szlify oficera. W czasie, gdy pozostawał w służbie czynnej, biorąc udział w wielu misjach na północnym zachodzie kraju, studiował prawo i medycynę. W 1875 stał się członkiem palestry w Nebrasce, a następnie otrzymał doktorat medycyny w prestiżowym Bellevue Hospital Medical College w Nowym Jorku.
Silnie nagłośniona wyprawa arktyczna Charlesa Francisa Halla, która w 1860 wyruszyła na poszukiwania rozbitków tragicznej wyprawy pod dowództwem Johna Franklina, rozbudziła u Schwatki silne zainteresowanie sprawami eksploracji Arktyki. Choć nie posiadał on żadnego arktycznego doświadczenia, zdołał skłonić towarzystwo National Geographic Society, do sfinansowania kolejnej wyprawy badawczo-ratunkowej. Sam zaś stanął na jej czele. Wyprawa wyruszyła z Nowego Jorku 19 czerwca 1878 na szkunerze "Eothen", prowadzonym przez kapitana Barry. W jej skład wchodzili: Frederick Schwatka - jej przywódca, William Henry Glider – dziennikarz z "New York Herald", Heinrich Wunzl Klutchak – geodeta, rysownik Frank Melms – jedyny z trójki mający wcześniejsze doświadczenia arktyczne oraz Ipilkvik (Joe Ebierbing) Inuicki przewodnik i tłumacz.
Grupa wylądowała w okolicach Daly Bay, skąd drogą lądową osiągnęła zatokę Wager. Stamtąd odkrytą przezeń rzeką Hayes – do wybrzeża, gdzie przez zatokę Schwatki dotarli na Wyspę Króla Williama. W towarzystwie dwunastu Inuitów zbadali tereny, gdzie spodziewano się odnaleźć ślady Franklina. Powrót nastąpił w górę rzeki Back.
Wyprawa przebyła rekordowe 3,251 mil (ponad 5200 kilometrów) przez arktyczne tereny. Nie znaleziono poszukiwanych rozbitków, lecz odkryto liczne przedmioty świadczące o wcześniejszej obecności poszukiwanych: strzępy ubrań, liczne guziki, szczątki szalupy. Zidentyfikowano też kilka grobów. Nie udało się jednak odnaleźć żadnych zapisków Franklina, na które tak liczono. Największą zasługą wyprawy Schwatki było udowodnienie, że odpowiednio przygotowana wyprawa białych ludzi jest w stanie przetrwać warunki arktyczne. Schwatka zwrócił uwagę, że najistotniejszym dla przetrwania jest zaadaptowanie metod podróżowania, obozowania, ubierania się i odżywiania Eskimosów. Otwarło to nową epokę w eksploracji Arktyki.
W 1883 Schwatka, ciągle będąc w służbie czynnej, został wysłany na rekonesans do Yukonu. Przedsięwzięcie to nie konsultowane z rządem Kanady, wywołało pewne napięcie w (i tak nie najlepszych) stosunkach pomiędzy sąsiadami, lecz ostatecznie wyniki pomiarów i badań dokonanych przez wyprawę okazały się przydatne dla Kanady. Schwatka ponownie podróżując w szczupłej grupie osób, przepłynął na tratwie niemal cały bieg rzeki Yukon, w sumie pokonując ponad 1300 mil (2100 km). Był to kolejny rekord ustanowiony przez tego podróżnika. Wkrótce po tym wystąpił z czynnej służby, lecz kontynuował swe wyprawy. W latach 1886–1891 poprowadził dwie prywatne wyprawy na Alaskę i do Meksyku. Obok podróży intensywnie publikował oraz prowadził publiczne prelekcje.
Prawdopodobnie z powodu wyczerpującego trybu życia nabawił się przewlekłej choroby żołądka. Zmarł w wieku 43 lat z powodu przedawkowania leków.